# Delft
Delft (nizozemska izgovorjava: [dɛl(ə)ft] ()) je mesto in občina z okoli 100.000 prebivalci v pokrajini Južna Holandija na Nizozemskem. Nahaja se med Rotterdamom na jugovzhodu in Haagom na severozahodu. Skupaj z njimi je del tako Rotterdamsko-haaškega metropolitanskega območja kot Randstada.
Delft je priljubljena turistična destinacija na Nizozemskem, ki slovi po svojih zgodovinskih povezavah s vladajočo hišo Orange-Nassau, po modri lončenini, po tem, da je dom slikarja Jana Vermeerja in da gosti Tehnološko univerzo Delft (TU Delft). Zgodovinsko gledano je Delft igral zelo vplivno vlogo v nizozemski zlati dobi .     V smislu znanosti in tehnologije, zahvaljujoč pionirskim prispevkom Antonie van Leeuwenhoek   in Martinusa Beijerincka , lahko Delft štejemo za rojstni kraj mikrobiologije.
V mestu ima sedež Tehniška univerza v Delftu.

## Zgodovina

### Zgodnja zgodovina
Mesto Delft je nastalo ob kanalu, 'Delf', ki izhaja iz besede delven, kar pomeni kopati, in to je privedlo do imena Delft. Na povišanem mestu, kjer je ta 'Delf' prečkal potočno steno zamuljene reke Gantel, je grof ustanovil svojo graščino, verjetno okoli leta 1075. Delft je zaradi tega postal pomembno tržno mesto, o čemer priča velikost njegovega osrednjega tržnega trga.
Ker je bil v zgodnjem srednjem veku podeželska vas, se je Delft razvil v mesto in 15. aprila 1246 je grof Viljem II. Holandski Delftu podelil mestno listino. Trgovina in industrija sta cveteli. Leta 1389 je bil izkopan kanal Delfshavensche Schie do reke Maas, kjer je bilo zgrajeno pristanišče Delfshaven, ki povezuje Delft z morjem.
Do 17. stoletja je bil Delft eno večjih mest takratne grofije (in kasneje pokrajine) Holandije. Leta 1400 je imelo na primer mesto 6.500 prebivalcev, zaradi česar je bilo tretje največje mesto za Dordrechtom (8.000) in Haarlemom (7.000). Leta 1560 je Amsterdam z 28.000 prebivalci postal največje mesto, sledili so mu Delft, Leiden in Haarlem, od katerih je vsak imel okoli 14.000 prebivalcev.
Leta 1536 je velik del mesta uničil velik požar v Delftu.
Povezanost mesta s Hišo Orange se je začela, ko se je Viljem Oranski (Willem van Oranje), ki so ga poimenovali Viljem Tihi (Willem de Zwijger), leta 1572 naselil v nekdanjem samostanu Svete-Agate (pozneje imenovan Prinsenhof). Takrat je bil vodja vse večjega nizozemskega nacionalnega odpora proti španski okupaciji, znane kot osemdesetletna vojna. Do takrat je bil Delft eno vodilnih mest v Holandiji in je bil opremljen s potrebnim mestnim obzidjem, da je služil kot sedež. Oktobra 1573 je bil napad španskih sil odbit v bitki pri Delftu .
Potem ko je bil leta 1581 razglašen zakon o abjuraciji, je Delft postal de facto prestolnica nove neodvisne Nizozemske kot sedež oranskega princa.
Ko je 10. julija 1584 Balthazar Gerards ustrelil Viljema v dvorani Prinsenhofa (zdaj muzej Prinsenhof ), je bil tradicionalni družinski grob v Bredi še vedno v rokah Špancev. Zato so ga pokopali v Delftu Nieuwe Kerk (Nova cerkev), s čimer se je začela tradicija hiše Orange, ki se nadaljuje vse do danes.
Približno v tem času je Delft zavzel tudi vidno mesto na področju tiska.
Številni italijanski izdelovalci glazirane lončene posode so se naselili v mestu in uvedli nov slog. Industrija tapiserije je cvetela tudi, ko se je v mesto preselil slavni proizvajalec François Spierincx. V 17. stoletju je Delft doživel nov razcvet, zahvaljujoč prisotnosti pisarne nizozemske vzhodnoindijske družbe (VOC) (odprta leta 1602) in izdelavi porcelana Delft Blue .
V mestu so se nahajali številni pomembni umetniki, med njimi Leonard Bramer, Carel Fabritius, Pieter de Hoogh, Gerard Houckgeest, Emanuel de Witte, Jan Steen in Johannes Vermeer . Reinier de Graaf in Antonie van Leeuwenhoek sta zaradi svojih znanstvenih raziskav prejela mednarodno pozornost.

### Eksplozija
Delftska eksplozija, v zgodovini znana tudi kot Delft Thunderclap, se je zgodila 12. oktobra 1654 , ko je eksplodiralo skladišče smodnika in uničila velik del mesta. Več kot sto ljudi je umrlo, na tisoče je bilo ranjenih.
Približno 30 t smodnika je bilo shranjenih v sodih v skladišču v nekdanjem samostanu Klaris v okrožju Doelenkwartier, kjer je zdaj Paardenmarkt. Cornelis Soetens, skrbnik skladišča, je odprl skladišče, da bi preveril vzorec smodnika in sledila je velika eksplozija. Na srečo je bilo veliko meščanov zdoma, obiskali so tržnico v Schiedamu ali sejem v Haagu .
Danes se eksplozija spominja predvsem po tem, da je ubila Rembrandtovega najbolj obetavnega učenca Carela Fabritiusa in uničila skoraj vsa njegova dela.
Delftski umetnik Egbert van der Poel je naslikal več slik Delfta, ki prikazujejo razdejanje.
Smodnišnica (nizozemsko: Kruithuis) je bila pozneje ponovno nameščena, na 'topovski oddaljenosti', izven mesta, v novo stavbo, ki jo je zasnoval arhitekt Pieter Post .

## Znamenitosti
Središče mesta ohranja veliko število monumentalnih zgradb, v številnih ulicah pa so kanali, katerih bregovi so povezani s tipičnimi mostovi , zaradi česar je to mesto opazna turistična destinacija. 
Zgodovinske zgradbe in druge zanimive znamenitosti vključujejo:
- Oude Kerk (Stara cerkev). Tu so pokopani: Piet Hein, Johannes Vermeer, Anthony van Leeuwenhoek .
- Nieuwe Kerk (Nova cerkev), zgrajena med letoma 1381 in 1496. Vsebuje grobnico nizozemske kraljeve družine, ki je med pogrebi zapečaten s 5.000 kg (11.020 lb) pokrivni kamen.
- Kip Huga Grotiusa, ki ga je leta 1886 ustvaril Franciscus Leonardus Stracké, ki se nahaja na trgu Markt blizu Nieuwe Kerk.
- Prinsenhof (knežje dvorišče), zdaj muzej.
- Mestna hiša na trgu.
- Oostpoort (vzhodna vrata), zgrajena okoli leta 1400. To so edina preostala vrata starega mestnega obzidja.
- Gemeenlandshuis Delfland ali Huyterhuis, zgrajena leta 1505, v kateri je od leta 1645 nameščena regionalna uprava za vode Delfland.
- Vermeer center v prezidani cehovski hiši sv. Luke .
- Zgodovinska stavba "Waag" (tehtnica).
- nekdanji Grad Altena.
- Mlin na veter De Roos, stolpni mlin, zgrajen okoli 1760. Vzpostavljeno v delovno stanje leta 2013. [14] Druga mlin na veter, ki je prej stala v Delftu, Het Fortuyn, je bila razstavljena leta 1917 in ponovno postavljena v Nizozemskem muzeju na prostem, Arnhem, Gelderland leta 1920.
- Royal Delft, znan tudi kot De Porceleyne Fles, je odličen kraj, ki prikazuje delftsko posodo. [15] [16]
- Znanstveni center privablja tako otroke kot odrasle. [17] [18]

- Mestna hiša Delft
- Vzhodna vrata (Oostpoort)
- Stolp stare cerkve
- Oude Langendijk

## Kultura
Delft je dobro znan po delftskih keramičnih izdelkih, ki so bili oblikovani na uvoženem kitajskem porcelanu iz 17. stoletja. Mesto se je na tem območju začelo zgodaj, saj je bilo domače pristanišče nizozemske vzhodnoindijske družbe . Še vedno ga je mogoče videti v tovarnah keramike De Koninklijke Porceleyne Fles (ali Royal Delft) in De Delftse Pauw, novo keramiko in keramične umetnine pa lahko najdete v galeriji Terra Delft . 
Slikar Johannes Vermeer (1632–1675) se je rodil v Delftu. Vermeer je kot motiv ali ozadje na svojih slikah uporabljal ulice Delfta in notranjost doma.  V Delftu je takrat živelo in delalo več drugih znanih slikarjev, kot so Pieter de Hoogh, Carel Fabritius, Nicolaes Maes, Gerard Houckgeest in Hendrick Cornelisz van Vliet. Vsi so bili člani šole Delft. Šola Delft je znana po podobah domačega življenja in pogledih na gospodinjstva, notranjost cerkva, dvorišča, trge in ulice Delfta. Slikarji so izdelali tudi slike zgodovinskih dogodkov, rože, portrete za mecene in dvor ter okrasne umetnine.

## Izobraževanje
Delft University of Technology (TU Delft) je ena od štirih tehnoloških univerz na Nizozemskem.  Kot akademijo za gradbeništvo jo je leta 1842 ustanovil kralj Viljem II. Danes je vpisanih več kot 21.000 študentov. 

## Gospodarstvo
Na lokalnem gospodarskem področju so bistveni elementi:
- izobraževanje; (med drugim Delft University of Technology ) ( Od 2017  21.651 študentov in 4.939 redno zaposlenih),
- znanstvena raziskava; (med drugim "TNO" Nizozemska organizacija za uporabne znanstvene raziskave ), Stichting Deltares, Nederlands Normalisatie-Instituut, UNESCO-IHE Inštitut za izobraževanje o vodi, Inovacijski park Technopolis ;
- turizem; (približno milijon registriranih obiskovalcev na leto),
- industrija; (DSM Gist Services BV, ( Delftware ) proizvodnja lončene posode De Koninklijke Porceleyne Fles, Exact Software Nederland BV, TOPdesk, Ampelmann)
- trgovina na drobno; ( IKEA (Inter IKEA Systems BV, lastnik in svetovni franšizor koncepta IKEA, ima sedež v Delftu), Makro, Eneco Energy NV).

## Pomembni ljudje
Delft je rojstni kraj:

### Nizozemska zlata doba
- Jacob Willemsz Delff starejši, (ok. 1550–1601), portretist
- Michiel Jansz van Mierevelt (1567–1641), slikar
- Willem van der Vliet (ok. 1584–1642), slikar
- Adriaen van de Venne (1589–1662), slikar
- Adriaen Cornelisz van Linschoten (1590–1677), slikar
- Daniël Mijtens (ok. 1590–1647/48), portretist
- Leonaert Bramer (1596–1674), slikar žanrskih, verskih in zgodovinskih slik
- Anthonie Palamedes (1601–1673), portretist
- Pieter Jansz van Asch (1603–ok. 1678), slikar
- Evert van Aelst (1602–1657), slikar tihožitja
- Hendrick Cornelisz. van Vliet (ok. 1611–1675), slikar cerkvene notranjosti
- Harmen Steenwijck (ok. 1612–ok. 1656), slikar tihožitij in sadja
- Jacob Willemsz Delff mlajši (1619–1661), portretist
- David Beck (1621–1656), portretist
- Egbert van der Poel (1621–1664), žanrski in krajinski slikar
- Daniel Vosmaer (1622–1666), slikar
- Willem van Aelst (1627–1683), umetnik tihožitij
- Hendrick van der Burgh (1627–po 1664), žanrski slikar
- Johannes Vermeer (1632–1675), slikar domačih notranjih prizorov
- Ary de Milde (1634–1708), keramičar

## Galerija
|  |  |  |  |

|  |  |  |  |

|  |  |  |  |

|  |  |  |  |